# Belmiro Silva
Belmiro Silva (* 12. Juni 1954 in Ovar) ist ein ehemaliger portugiesischer Radrennfahrer.
Seine aktive Karriere dauerte von 1974 bis 1986. Er war unter anderem nationaler Meister im Sprint auf der Bahn und war mit seinem Team bei den portugiesischen Straßen-Radmeisterschaften im Mannschaftszeitfahren drei Mal erfolgreich. Silva gewann insgesamt fünf Etappen der Portugal-Rundfahrt und sicherte sich 1978 auch deren Gesamtwertung. Im gleichen Jahr nahm er an den UCI-Straßen-Weltmeisterschaften auf dem Nürburgring teil. Darüber hinaus ist er Rekordsieger der Algarve-Rundfahrttrat und trat bei vier Austragungen der Internationalen Friedensfahrt an; sein bestes Ergebnis war ein 12. Platz im Gesamtklassement 1982.

## Palmarès
1977
- Gesamtwertung Algarve-Rundfahrt

1978
- Gesamtwertung Portugal-Rundfahrt

1981
- Gesamtwertung Algarve-Rundfahrt
- Gesamtwertung Volta ao Minho

1981
- eine Etappe Algarve-Rundfahrt

1984
- Gesamtwertung Algarve-Rundfahrt

1985
- Gesamt- und Bergwertung Vuelta a Zamora